# Nanchuu Koi wo Yatteruu YOU KNOW?

Coperta Nanchuu Koi wo Yatteruu YOU KNOW?

"Nanchuu Koi wo Yatteruu YOU KNOW?" (なんちゅう恋をやってるぅ YOU KNOW？?) - (Știi cât de îndrăgostită sunt?) este al 7-lea single al trupei Berryz Kobo. A fost lansat pe 8 iunie 2005, iar DVD-ul Single V pe 22 iunie 2005.

## Track List

### CD
1. Nanchuu Koi wo Yatteruu YOU KNOW? (なんちゅう恋をやってるぅ YOU KNOW？) 
2. Yume de Do Up (夢でドゥーアップ)
3. Nanchuu Koi wo Yatteruu YOU KNOW? (Instrumental) (なんちゅう恋をやってるぅ YOU KNOW？（Instrumental))

### Single V
1. Nanchuu Koi wo Yatteruu YOU KNOW? (なんちゅう恋をやってるぅ YOU KNOW？) 
2. Nanchuu Koi wo Yatteruu YOU KNOW? (Dance Shot Version) (なんちゅう恋をやってるぅ YOU KNOW？ （Dance Shot Version）) 
3. Making Of (メイキング映像)

## Credite
1. Nanchuu Koi wo Yatteruu YOU KNOW? (なんちゅう恋をやってるぅ YOU KNOW？) 
- Versuri: Tsunku (つんく)
- Compoziție: Tsunku(つんく)
- Aranjare: Hirata Shouichirou (平田祥一郎)

2. Yume de Do Up (夢でドゥーアップ)(Do Up In a Dream) 
- Versuri: Tsunku (つんく)
- Compoziție: Tsunku (つんく)
- Aranjare: Hashimoto Yukari (橋本由香利)

## Interpretări în concerte
- Berryz Koubou Live Tour 2005 Shoka Hatsu Tandoku ~Marugoto~
- 2005nen Natsu W & Berryz Koubou Concert Tour "HIGH SCORE!"
- Berryz Koubou Live Tour 2005 Aki ~Switch ON!~
- Berryz Koubou Concert Tour 2006 Haru ~Nyoki Nyoki Champion!~
- Berryz Koubou Summer Concert Tour 2006 "Natsu Natsu! ~Anata wo Suki ni Naru Sangenzoku~"
- 2007 Sakura Mankai Berryz Koubou Live ~Kono Kandou wa Nidoto Nai Shunkan de Aru~
- Berryz Koubou Concert 2007 Haru ~Zoku Sakura Mankai Golden Week Hen~
- Berryz Koubou Concert Tour 2007 Natsu ~Welcome! Berryz Kyuuden~
- Berryz Koubou Concert Tour 2009 Haru ~Sono Subete no Ai ni~